# 链霉糖
l-链霉糖是一种有机化合物，分子式C6H10O5，属于带支链的脱氧糖，是组成鏈黴素（一种氨基糖苷类抗生素）的單醣。